# インキーパーズ
『インキーパーズ』（原題:The Innkeepers）は2011年に公開されたアメリカ合衆国のホラー映画である。監督はタイ・ウェスト、主演はサラ・パクストンとパット・ヒーリーが務めた。本作は日本国内で劇場公開されなかったが、2012年8月3日にDVDが発売された。

## ストーリー
コネティカット州。クレアとルークはヤンキー・ペドラー・ホテルで働いていた。ホテルには客で賑わっていた昔日の面影はもうなく、この週末を以て廃業することが決まっていた。また、ホテルには幽霊が出るとの噂があり、ルークはその噂を時系列順にまとめたウェブサイトを運営していた。クレアとルークはオカルトマニアであり、ホテルの噂の真偽を確かめるチャンスを窺っていた。そんな2人が特に注目していたのが、マデリーン・オマリーについての噂だった。19世紀、マデリーンはヤンキー・ペドラー・ホテルで結婚式を挙げる予定だったが、その直前に恋人から婚約を破棄され、ショックのあまり首を吊ってしまった。噂によると、彼女の遺体は当時のオーナーによってホテルの地下室に隠されたのだという。
その日の午後、リアンと名乗る女性がチェックインした。リアンは引退した女優で、町にやって来たのはとある会合に参加するためなのだという。華やかな世界に憧れていたクレアはリアンから芸能界の話を聞き出そうとしたが、リアンはその話をしたがらなかった。夜、クレアがゴミを出しに行くと、リアンが窓から自分を見ていることに気が付いた。クレアはリアンに向かって手を振ったが、リアンはそれを無視した。ほどなくして、クレアは謎の物音を耳にした。音の出所を調べたところ、クレアはホテルのガレージに辿り着き、そこで地下室に繋がる扉を発見した。クレアは「あの地下室こそマデリーンの死体が隠されている地下室ではないか」と思ったが、不気味に思ったので入るのをやめた。しかし、クレアは一旦持ち場に戻ったものの、好奇心が抑えられなくなり、ルークのEVP記録装置を持ち出してホテルのあちこちを探索することにした。ほどなくして、クレアはロビーにあるグランドピアノが勝手に音を奏でている様子を目の当たりにした。
恐怖のあまりロビーから飛び出したクレアは廊下でリアンと出くわした。クレアの話を聞いたリアンは自分が霊媒師になるために女優を引退したことを明かし、「地下室に行ってはいけない」と言った。翌朝、クレアは自室でマデリーンの亡霊を目撃した。その日の午後、高齢男性がホテルを訪れ「どうしても3階の部屋に泊まりたい」と言ってきた。ルークは「当ホテルはこの週末で営業を終えますので、3階の客室の備品は全て撤去されました」と説明したが、高齢男性は3階の部屋に宿泊することに執着し続けた。見かねたクレアは高齢男性に寝具一式を渡した後、彼が所望した新婚者向けの衣服を調達した。
その後、ルークとクレアはリアンの警告を無視して地下室の調査に乗り出したが、そこで2人は世にもおぞましい体験をするのだった。

## キャスト
- サラ・パクストン - クレア
- パット・ヒーリー - ルーク
- ケリー・マクギリス - リアン・リース＝ジョーンズ
- アリソン・バートレット - ゲイル
- ジェイク・ライアン - 少年
- レナ・ダナム - バリスタ
- ジョージ・リドル - 老人
- ブレンダ・クーニー - マデリーン・オマリー
- ジョン・スパーダコス - ミッチェル

## 製作
2010年1月30日、タイ・ウェスト監督が新作映画の製作に着手したと報じられた。4月27日、サラ・パクストン、パット・ヒーリー、ケリー・マクギリス、ジョージ・リドルがキャスト入りした。2012年2月1日、スクリームワークス・レコーズが本作のサウンドトラックを発売した。

## 公開・興行収入
2010年5月11日、本作の劇中写真が初めて公開された。2011年3月12日、本作はサウス・バイ・サウスウェストでプレミア上映された。9月20日、マグネット・リリーシングが本作の全米配給権を獲得したとの報道があった。11月1日、本作のオフィシャル・トレイラーが公開された。2012年2月3日、本作は全米25館で限定公開され、公開初週末に2万9557ドル（1館当たり1182ドル）を稼ぎ出し、週末興行収入ランキング初登場51位となった。

## 評価
本作は批評家から好意的に評価されている。映画批評集積サイトのRotten Tomatoesには120件のレビューがあり、批評家支持率は80%、平均点は10点満点で6.67点となっている。サイト側による批評家の見解の要約は「『インキーパーズ』は型破りな作品ではない。しかし、同作によって、目の肥えたホラーファンがタイ・ウェスト監督を信頼できる理由がまた一つ増えることになった。」となっている。また、Metacriticには26件のレビューがあり、加重平均値は64/100となっている。